# Ларинская (Владимирская область)
Ларинская — деревня в Гусь-Хрустальном районе Владимирской области России, входит в состав муниципального образования «Посёлок Красное Эхо».

## География
Деревня расположена в 15 км на юго-восток от центра поселения посёлка Красное Эхо и в 18 км на северо-восток от Гусь-Хрустального.

## История
Во второй половине XVII — первой половине XVIII веков деревня входила в Лиственский стан Владимирского уезда Замосковного края Московского царства.
По писцовым книгам 1638-44 годов деревня Ларинская входила в состав Листвинского прихода и значилась за владимирцем Степаном Башевым. 
В XIX и первой четверти XX века Ларинская являлась крупной деревней в состав Моругинской волости Судогодского уезда Владимирской губернии. В соответствии со списком населенных мест Владимирской губернии 1905 года в деревне Ларинской имелось 109 дворов. 
С 1929 года деревня входила в состав Дубасовского сельсовета Гусь-Хрустального района, позднее — в составе Семеновского сельсовета, с 2005 года — в составе муниципального образования «Посёлок Красное Эхо».

## Население
| 1859 | 1897 | 1905 | 1926 |
| ---- | ---- | ---- | ---- |
| 469  | 605  | 737  | 655  |

| 1859 | 1897 | 1905 | 1926 | 2002 | 2010 | 2021 |
| ---- | ---- | ---- | ---- | ---- | ---- | ---- |
| 469  | ↗605 | ↗737 | ↘655 | ↘6   | ↗9   | ↘4   |